# Adjarouli
Adjarouli est une danse originaire de la région d'Adjarie en Géorgie. C'est là que la danse a pris son nom actuel.
L'adjarouli se distingue des autres danses par ses costumes colorés, ainsi que par l'humeur enjouée et les mouvements simples mais précis des danseurs. La danse est caractérisée par des relations gracieuses, ludiques et souples entre les hommes et les femmes. Contrairement au kartouli, la relation entre les hommes et les femmes de cette danse est plus informelle et gaie.